# جون هنتر (سياسي)
جون هنتر (بالإنجليزية: John Hunter)‏ هو سياسي أمريكي، ولد في 1750 في كارولاينا الجنوبية في الولايات المتحدة، وتوفي بنفس المكان في 30 ديسمبر 1802. حزبياً، نشط في الحزب الجمهوري الديمقراطي. وقد انتخب عضو مجلس نواب كارولاينا الجنوبية وانتخب عضو مجلس النواب الأمريكي وانتخب عضو مجلس الشيوخ الأمريكي.